# شهرستان هال (نبراسکا)
شهرستان هال، نبراسکا (به انگلیسی: Hall County, Nebraska) یک سکونتگاه مسکونی در ایالات متحده آمریکا است که در نبراسکا واقع شده‌است.

## خصوصیات
شهرستان هال ۱٬۴۲۹٫۶۸ کیلومترمربع مساحت دارد.